# Eddie Byrne
Pour les articles homonymes, voir Byrne.
Eddie Byrne est un acteur irlandais, né le 31 janvier 1911 à Birmingham (Angleterre), mort le 21 août 1981 à Dublin (Irlande).

## Biographie
Au cinéma, Eddie Byrne débute — dans un petit rôle non crédité — dans L'Étrange Aventurière de Frank Launder (avec Deborah Kerr et Trevor Howard), sorti en 1946. Suivent soixante-deux autres films (majoritairement britanniques, plus quelques-uns américains ou en coproduction), dont La Malédiction des pharaons de Terence Fisher (1959, avec Peter Cushing et Christopher Lee), Les Révoltés du Bounty de Lewis Milestone (1962, avec Marlon Brando et Trevor Howard) et Davey des grands chemins de John Huston (1969, avec John Hurt et Pamela Franklin).
Son dernier film est Star Wars, épisode IV : Un nouvel espoir de George Lucas (avec Mark Hamill, Harrison Ford et Carrie Fisher), sorti en 1977, quatre ans avant sa mort. Ajoutons Le Voleur et le Cordonnier de Richard Williams, auquel il prête sa voix (la production de ce film d'animation, sorti en 1993, ayant démarré en 1968).
Pour la télévision, outre un téléfilm (1975), il contribue à trente-huit séries entre 1955 et 1974, dont Robin des Bois (deux épisodes, 1957) et Le Saint (quatre épisodes, 1962-1969).
Par ailleurs acteur de théâtre, Eddie Byrne joue notamment à Londres en 1975-1976, dans Le Baladin du monde occidental de J. M. Synge (avec Stephen Rea dans le rôle principal).

## Filmographie partielle

### Cinéma
- 1946 : L'Étrange Aventurière (I See a Dark Stranger) de Frank Launder : un marin irlandais
- 1947 : Les Monts brûlés (Hungry Hill) de Brian Desmond Hurst : Hennessy
- 1952 : Un si noble tueur (The Gentle Gunman) de Basil Dearden : Flynn
- 1953 : Le Prisonnier fantôme (Albert R. N.) de Lewis Gilbert : le commodore Brennan
- 1954 : Héritages et vieux fantômes (Happy Ever After) de Mario Zampi : Lannigan
- 1954 : Révolte dans la vallée (Trouble in the Glen) d'Herbert Wilcox : Dinny Sullivan
- 1954 : Meurtre sur la Riviera (Beautiful Stranger) de David Miller : Luigi
- 1954 : Les hommes ne comprendront jamais (The Divided Heart) de Charles Crichton : le deuxième juge-adjoint McGarry
- 1955 : L'Enfant et la Licorne (A Kid for Two Farthings) de Carol Reed : le photographe Sylvester
- 1956 : Vainqueur du ciel (Reach for the Sky) de Lewis Gilbert : le sergent de vol Mills
- 1956 : Zarak le valeureux (Zarak) de Terence Young : Kasim, le frère de Zarak
- 1957 : Les Années dangereuses (These Dangerous Years) d'Herbert Wilcox : Danny
- 1957 : L'Admirable Crichton (The Admirable Crichton) de Lewis Gilbert : un capitaine
- 1957 : Pour que les autres vivent (Seven Waves Away) de Richard Sale : Michael Faroni
- 1957 : Flammes dans le ciel (The Man in the Sky) de Charles Crichton : Ashmore
- 1958 : Dunkerque (Dunkirk) de Leslie Norman : un commandant
- 1958 : Froid dans le dos (Floads of Fear) de Charles Crichton : le shérif
- 1959 : Jack l'Éventreur (Jack the Ripper) de Robert S. Baker et Monty Berman : l'inspecteur O'Neill
- 1959 : Le Bouc émissaire (The Scapegoat) de Robert Hamer : le barman
- 1959 : La Malédiction des pharaons (The Mummy) de Terence Fisher : l'inspecteur Mulrooney
- 1962 : Les Révoltés du Bounty (Mutiny on the Bounty) de Lewis Milestone : le maître d'équipage John Fryer
- 1963 : Le Deuxième Homme (The Running Man) de Carol Reed : Sam Crewdson
- 1965 : Orgie satanique (Devils of Darkness) de Lance Comfort : docteur Robert Kelsey
- 1966 : L'Île de la terreur (Island of Terror) de Terence Fisher : Dr Reginald Landers
- 1969 : Where's Jack? de James Clavell : le révérend Wagstaff
- 1969 : Davey des grands chemins (Sinful Davey) de John Huston : Yorkshire Bill
- 1973 : Le Piège (The MacKintosh Man) de John Huston : un pêcheur
- 1977 : Star Wars, épisode IV : Un nouvel espoir (Star Wars Episode IV: A New Hope) de George Lucas : le général Willard
- 1993 : Le Voleur et le Cordonnier (The Thief and the Cobbler) de Richard Williams (film d'animation commencé en 1968) : Hoof (voix)

### Télévision
(séries)
- 1957 : Robin des Bois (The Adventures of Robin Hood)
  - Saison 2, épisode 33 The Mystery of Ireland's Eye : Rolf
  - Saison 3, épisode 5 A Change of Heart : Lord Humphrey
- 1962-1969 : Le Saint (The Saint)
  - Saison 1, épisode 11 L'Homme qui avait de la chance (The Man Who Was Lucky, 1962) : Joe « Lucky » Luckner
  - Saison 4, épisode 1 Sabotage (The Chequered Flag, 1965) de Leslie Norman : Oscar Newley
  - Saison 5, épisode 9 Le Meilleur Piège (The Better Mousetrap, 1966) de Gordon Flemyng : Tench
  - Saison 6, épisode 21 Les Rivaux (The World Beater, 1969) de Leslie Norman : M. Hapgood Sr.
- 1967 : Alias le Baron (The Baron)
  - Saison unique, épisode 26 Halte à la mafia (The Long, Long Way) de Roy Ward Baker : Murphy
- 1969 : Département S (Department S)
  - Saison unique, épisode 14 La Jolie Secrétaire (The Shaft That Never Was) de John Gilling : Frank Bellman
- 1974 : Prince noir (The Adventures of Black Beauty)
  - Saison 2, épisode 18 The Horse Breaker de Ray Austin : Grainger

## Théâtre (sélection)
- 1948-1949 : Tough at the Top d'A. P. Herbert, mise en scène de Wendy Toye (Londres)
- 1975-1976 : Le Baladin du monde occidental (The Playboy of the Western World) de John Millington Synge (Londres)